# De quantitate animae

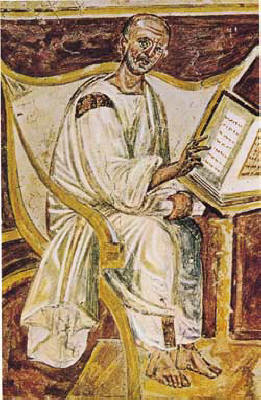
Sant'Agostino (affresco del Laterano, VI secolo

Il De quantitate animae (dal latino: "Sulla grandezza dell'anima") è un dialogo filosofico-teologico redatto da Agostino d'Ippona nel 387 durante il suo soggiorno a Milano, poco dopo la sua conversione
L'opera, che tratta anche dell'immaterialità dell'anima, è una polemica con Tertulliano, che sosteneva la sua fisicità o corporeità. Agostino, invece, sostiene una rigorosa incorporeità dell'anima umana.

## Titolo
L'espressione quantitas animae si riferisce alla somiglianza dell'anima con Dio: essa segue un percorso su molteplici livelli di attività che possono culminare fino al ritorno alla contemplazione e alla patria divina. Il titolo acquista significato come segno che rimanda a una dimensione ontologica superiore.

## Contenuto
Agostini definisce l'anima come una sostanza che fa parte della ragione ed è adatta a governare un corpo. L'anima non possiede una quantità corporea, eppure ha una propria grandezza. Essa è caratterizzata da sette gradi di attività, che variano dalle attività vegetative alla visione di Dio, e sono: animazione, sensazione, arte, virtù, tranquillità, ingresso e contemplazione.
Nel suo trattato De immortalitate animae Agostino aveva cercato di dimostrare l'immortalità dell'anima facendo riferimento alla sua partecipazione alle "verità eterne". Nel testo compie un passo ulteriore, tentando di dimostrare l'immaterialità dell'anima con riferimento al fatto che l'anima può percepire anche cose immateriali, come gli oggetti della matematica. Tenta anche di dimostrare la non estensività o incorporeità dell'anima umana. In questo modo, si distingue nettamente da Tertulliano, che aveva insegnato la fisicità o corporeità dell'anima.
L'anima viene definita come "esseità dotata di pensiero e ordinata a governare un corpo" (XIII, 22). Essa nnon è una grandezza corporale:
eppure in esse tu non trovi le dimensioni che attribuisci all'anima. Pertanto, non solo non
devi ritenere che l'anima è un nulla perché in essa non trovi la lunghezza o altra proprietà
simile, ma che si deve stimare più preziosa e di maggiore valore perché non ha tali
proprietà.»
(De animae quantitate, III, 4)

## Ricezione
L'opera è considerata imperfetta per una mancanza di armonia tra le parti ed è stata ritenuta di importanza minore rispetto agli altri scritti di Agostino.

## Edizioni
- Illuminierte Handschrift. Grünhain 13./14. Jahrhundert.  Hrsg. Deutsche Forschungsgemeinschaft. Thüringer Universitäts- und Landesbibliothek Jena. online
- De quantitate animae. In: Jacques-Paul Migne (Hrsg.): Patrologia Latina. Documenta Catholica Omnia, pdf
- Die Größe der Seele. De quantitate animae liber unus. Deutsch von Carl Johann Perl. Paderborn: Schöningh 1960.